# カンクゾ県
カンクゾ県（カンクゾけん、英語: Cankuzo Province）は、ブルンジにかつて存在した県（州と訳されることもある）。ブルンジ最東端に位置する。面積1,965 km2、県都はカンクゾ。

## 隣接する県
- カゲラ州
- キゴマ州
- ルイギ県
- カルジ県
- ムインガ県

## 歴史
1982年9月24日、ルイギ県から分立した。
2025年7月4日、周辺の県と合併しブフムザ県の一部となった。

## 下位行政区画
カンクゾ県はカンクゾ、センダジュル、ギサガラ、ミシハ、キガンバの5コミューンからなっていた。
- Commune of Cankuzo
- Commune of Cendajuru
- Commune of Gisagara
- Commune of Kigamba
- Commune of Mishiha